# Little Dalby
Little Dalby eller Dalby Parva är en by i civil parish Burton and Dalby, i distriktet Melton, i grevskapet Leicestershire i England. Byn är belägen 5 km från Melton Mowbray. Little Dalby var en civil parish fram till 1936 när blev den en del av Burton and Dalby. Civil parish hade 118 invånare år 1931. Byn nämndes i Domedagsboken (Domesday Book) år 1086, och kallades då Dalbi.